# 退蔵益
退蔵益（たいぞうえき）とは、プリペイドカードや有価証券などが商品や役務と交換されないまま失効したことによって発生する発行者側の利益である。失効益ともいう。

## 概要
前払いやポイントサービスはその価値の一部が使われないまま失効することが多く、そうした場合失効した分は店側の利益となる。これが退蔵益である。
退蔵益を見込んで行われるビジネスを退蔵益ビジネスという。金銭の支払いを事前に受け取っておきながら役務や商品を提供しなくて済むため店側に大きなメリットがある。

## 退蔵益ビジネスの例
- 回数券 - 交通機関、エステティックサロン、飲食店など。客側からみると単品価格より割安となるが、有効期限が設けられており、期限を過ぎるとサービスを受ける権利がなくなる。店側にとっては顧客を繋ぎ止められるため先々の経営の見通しが立つばかりか、一定の失効を見込んでいるといわれる。
- サブスクリプションサービス - 一見して客側に大きなメリットがあるようにみえるものの一切サービスを使用しなくても月額料金が発生する上、うっかり解約をし忘れた場合でも次の月の丸々1ヶ月分の対価が発生する。
- ポイントプログラム - 店側は確実に失効を見込んで導入するといわれる。
- プリペイドカード - 一定単位でしか入金できないことがほとんどでその差益に発行者側の旨みがある。
  - 電子マネー - 前払い型。
  - ゴルフ打ちっ放し練習場 - 例えば10,000円券を額面より安く7,000円で売るなどのケースが多いが、期限後は無効となる。
- 商品券
- 宝くじ - 当選券の未換金が多く、2020年度の時効当選金は128億円に上っており、そのまま発行者（自治体）の利益となっている。